# Muurvaren

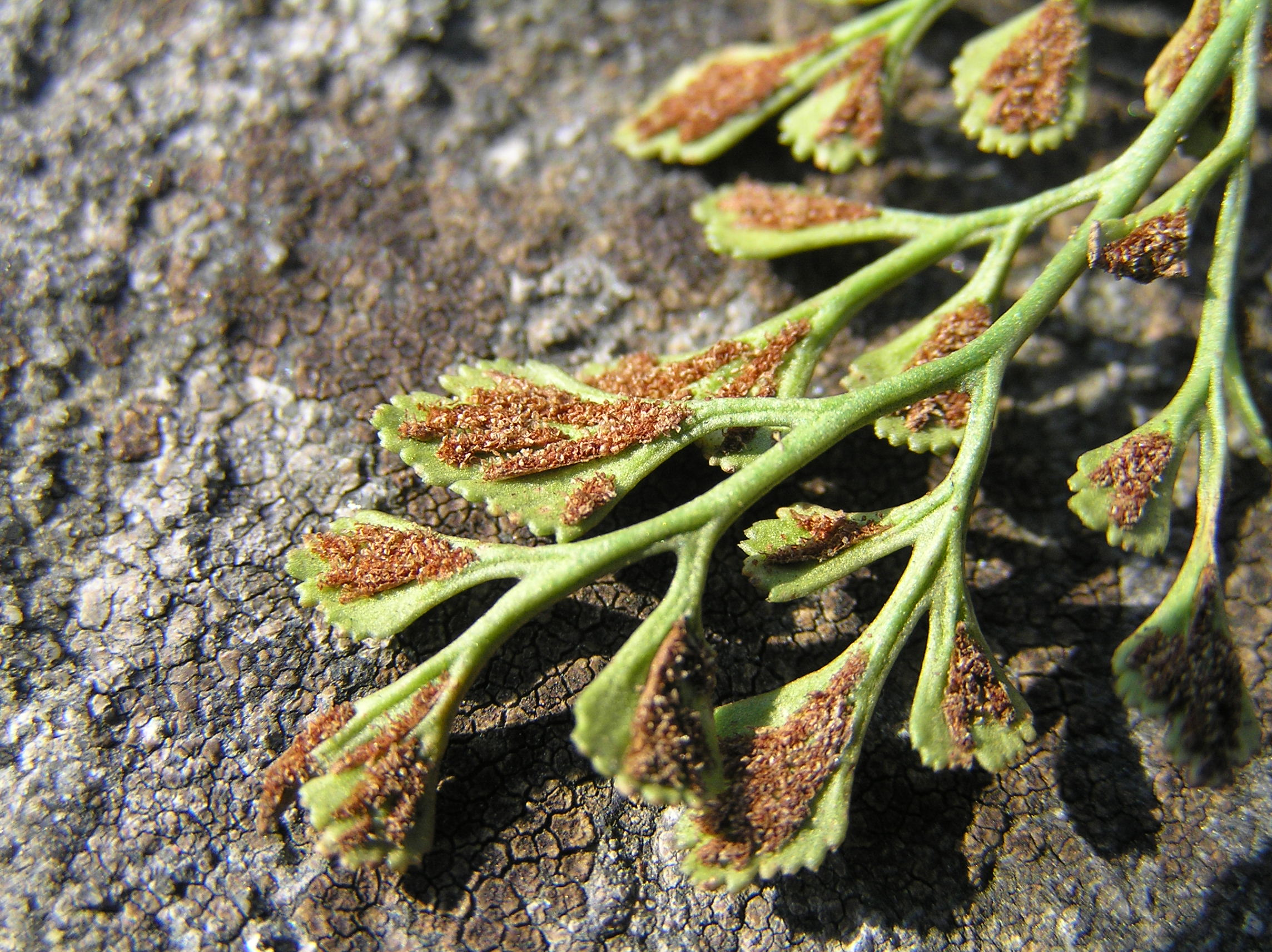
Sporenhoopjes

De muurvaren (Asplenium ruta-muraria) is een varen uit de streepvarenfamilie (Aspleniaceae). Het is van oorsprong een kalkminnende rotsplant in Europese en Noord-Amerikaanse gebergten, verspreid komt hij ook in Azië voor. In de Lage Landen is de winterharde soort vrij algemeen, voornamelijk op kalkrijke muren. Muurvarens verdragen, in afwijking van de meeste andere varens, felle zon, zelfs direct op het zuiden.

## Bladen
De leerachtige bladeren zijn 3–15 cm lang. De bladsteel is langer dan de bladschijf. De laatste is ruwweg driehoekig en verdeeld in deelblaadjes die rond, driehoekig of ruitvormig zijn. Het blad is twee- tot drievoudig geveerd.

## Sporenhoopjes
De sporenhoopjes zijn lang en dun en zitten aan de basis van de deelblaadjes. Ze vormen bij rijpheid één geheel. Tussen juni en oktober zijn de sporen rijp.

## Plantensociologie
De muurvaren is een kensoort voor de muurvaren-associatie (Asplenietum ruto-murario-trichomanis).